# Severiano M. Talamante
Severiano M. Talamante (18??-1911), fue un militar mexicano que participó en la Revolución mexicana. Hijo del condecorado general Severiano Talamante, nacido en Sonora. Peleó en los inicios de la revolución mexicana contra las tropas de Porfirio Díaz en Sonora. Junto con su padre y hermano atacan la ciudad de Navojoa, al ser repelido su ataque emprenden la huida hacia la sierra de Sonora rumbo al pueblo de Sahuaripa donde son hechos prisioneros y pasados por las armas el día 29 de enero de 1911, fusilados por las fuerzas federales al mando de Francisco Chiapa. En honor de su hermano, su padre y él, se nombra la planilla "Mártires de Sahuaripa" la cual postula a Álvaro Obregón a la presidencia municipal de Huatabampo. La ciudad de Hermosillo tiene una calle que lleva el nombre de Severiano M. Talamante.